# 大橋清太郎

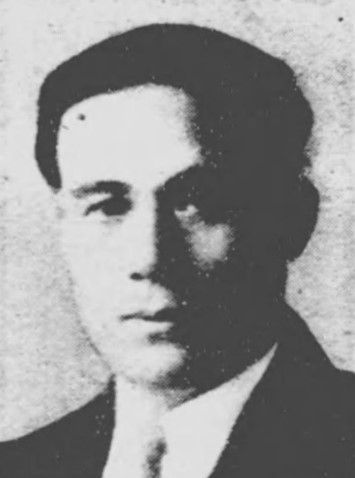
大橋清太郎

大橋 清太郎（おおはし せいたろう、1882年11月3日 - 1962年11月25日）は、日本の政治家。衆議院議員（2期）。

## 経歴
現在の東京都出身。東京府立一中卒（現・東京都立日比谷高等学校）。材木商を営み、品川町議、同町長、東京市議、同参事会員、東京府議、同参事会員、同議長を経て、1940年、斯波貞吉と麻生久の死去による東京5区（当時）の衆議院議員補欠選挙で初当選。
1939年（昭和14年）に盛り上がりを見せた反英運動には大橋も積極的に参画。7月14日に行われた山王台などで行われた反英市民同盟主催の集会では座長の一人を務めた。
1942年の第21回衆議院議員総選挙では大政翼賛会の推薦を受けて当選した。戦後、日本進歩党に入るが、大政翼賛会の推薦議員のため、公職追放となる。後に追放解除となるも再び立候補することはなかった。1962年死去。

## 家族
長男・清一の妻・鶴子は小坂梅吉の四女。